# Le Bélier (trail)
Pour les articles homonymes, voir Bélier (homonymie).
Le Bélier est une compétition de trail se déroulant à La Clusaz dans le département de la Haute-Savoie en France. Créé en 1986, c'est l'une des plus vieilles épreuves du genre en France.

## Histoire
L'événement voit le jour en 1986 lorsque plusieurs Cluses décident de créer une épreuve sportive de course à pied dans leur région. À cette époque, le mot trail n'existe pas encore et l'épreuve est désignée comme une course de montagne. Le parcours de 27 km en boucle autour de La Clusaz avec plusieurs montées et descentes représente un nouveau défi pour les spécialistes de la discipline.
En 1989, une course VTT est ajoutée à l'événement. Cette épreuve est présente jusqu'en 1999.
Lors de l'édition 1993, une course plus accessible aux débutants est ajoutée à l'événement. Longue de 15 km, elle est dénomée « l'Agneau ». Durant cette édition, le Colombien Francisco Sánchez s'impose en 1 h 47 min 17 s pour sa première participation sur le Bélier, établissant un record qui tient toujours.
En 1996, le fondeur local Vincent Vittoz remporte la course.
En 2011, les Françaises Aline Camboulives et Céline Lafaye sont les premières femmes à boucler l'épreuve en moins de 2 h 10 au terme d'un duel épique, séparées de seulement neuf secondes à l'arrivée. Aline Camboulives abaisse le record du parcours l'année suivante en 2 h 7 min 11 s en terminant quatorzième scratch et en devançant largement sa dauphine Céline Lafaye de six minutes.
Un nouveau parcours long de 42 km est ajouté à l'événement en 2015.
En 2019, les organisateurs mettent en place le Bélier blanc, un trail blanc couru en janvier sur un parcours de 10 km. En août, l'événement estival bat un nouveau record de participation avec 5 110 coureurs inscrits toutes distances confondues.
L'épreuve est annulée en 2020 en raison de la pandémie de Covid-19. Le Bélier blanc ne pouvant pas non plus avoir lieu sous sa forme traditionnelle, les organisateurs mettent en place un trail blanc audio guidé accessible aux coureurs et aux randonneurs en raquettes.

## Parcours
Le parcours n'a pas changé depuis sa création en 1986. Le départ est donné à La Clusaz. Le parcours se dirige d'abord en direction de Saint-Jean-de-Sixt et effectue l'ascension jusqu'au col des Mouilles. Il longe ensuite la tête du Danay jusqu'au lac des Confins. Il contourne ensuite l'aiguille des Calvaires et le crêt du Loup jusqu'au col des Aravis. Le parcours contourne ensuite la pointe de Merdassier et remonte en direction du point culminant juste sous le sommet de la pointe de Beauregard. Il redescend finalement à La Clusaz pour clore la boucle. Il mesure 27 km pour 1 000 m de dénivelé positif et négatif.

## Vainqueurs
| Année | Hommes                                              | Temps                                               | Femmes                                              | Temps                                               |
| ----- | --------------------------------------------------- | --------------------------------------------------- | --------------------------------------------------- | --------------------------------------------------- |
| 1986  | Julien Dragol                                       | 1 h 56 min 8 s                                      | Geneviève Blanchet                                  | 2 h 44 min 44 s                                     |
| 1987  | Julien Dragol                                       | 2 h 0 min 36 s                                      | Geneviève Blanchet                                  | 2 h 51 min 6 s                                      |
| 1988  | Thierry Gazan                                       | 1 h 56 min 37 s                                     | Marie-Christine Subot                               | 2 h 52 min 16 s                                     |
| 1989  | Chaham El Maati                                     | 1 h 51 min 39 s                                     | Dominique Robert                                    | 2 h 24 min 47 s                                     |
| 1990  | Michel Humbert                                      | 1 h 51 min 11 s                                     | Dominique Robert                                    | 2 h 19 min 12 s                                     |
| 1991  | Chaham El Maati                                     | 1 h 47 min 51 s                                     | Christine Kling                                     | 2 h 15 min 19 s                                     |
| 1992  | Bruno Meynent                                       | 1 h 49 min 15 s                                     | Brigitte Eustache                                   | 2 h 19 min 8 s                                      |
| 1993  | Francisco Sánchez                                   | 1 h 47 min 17 s                                     | Corinne Favre                                       | 2 h 15 min 3 s                                      |
| 1994  | Mohamed Youkmane                                    | 1 h 54 min 57 s                                     | Geneviève Blanchet                                  | 2 h 13 min 43 s                                     |
| 1995  | Mohamed Youkmane                                    | 1 h 52 min 18 s                                     | Christiane Lacombe-Ballancet                        | 2 h 28 min 8 s                                      |
| 1996  | Vincent Vittoz                                      | 1 h 55 min 23 s                                     | Béatrice Piolat                                     | 2 h 39 min 13 s                                     |
| 1997  | Sylvain Richard                                     | 1 h 49 min 37 s                                     | Brigitte Eustache                                   | 2 h 17 min 16 s                                     |
| 1998  | Jérôme Galop                                        | 2 h 0 min 2 s                                       | Olga Francon                                        | 2 h 28 min 52 s                                     |
| 1999  | Jean-Christophe Dupont                              | 1 h 48 min 32 s                                     | Brigitte Eustache                                   | 2 h 16 min 53 s                                     |
| 2000  | Sylvain Richard                                     | 1 h 54 min 31 s                                     | Françoise Guidini                                   | 2 h 20 min 24 s                                     |
| 2001  | Chaham El Maati                                     | 1 h 47 min 35 s                                     | Béatrice Piolat                                     | 2 h 26 min 27 s                                     |
| 2002  | Chaham El Maati                                     | 1 h 48 min 51 s                                     | Céline Lafaye                                       | 2 h 27 min 12 s                                     |
| 2003  | Chaham El Maati                                     | 1 h 52 min 58 s                                     | Svetlana Netchaeva                                  | 2 h 15 min 25 s                                     |
| 2004  | Thierry Icart                                       | 1 h 56 min 27 s                                     | Vera Soukhova                                       | 2 h 11 min 36 s                                     |
| 2005  | Chaham El Maati                                     | 1 h 48 min 46 s                                     | Céline Lafaye                                       | 2 h 16 min 22 s                                     |
| 2006  | Guillaume Fontaine                                  | 1 h 48 min 20 s                                     | Céline Lafaye                                       | 2 h 16 min 9 s                                      |
| 2007  | Alain Bohard                                        | 1 h 55 min 55 s                                     | Ingrid Terrier                                      | 2 h 26 min 1 s                                      |
| 2008  | Emmanuel Meyssat                                    | 1 h 50 min 56 s                                     | Céline Lafaye                                       | 2 h 20 min 15 s                                     |
| 2009  | Ludovic Pelle                                       | 1 h 54 min 49 s                                     | Céline Lafaye                                       | 2 h 18 min 2 s                                      |
| 2010  | Billy Burns                                         | 1 h 49 min 15 s                                     | Stéphanie Duc                                       | 2 h 17 min 15 s                                     |
| 2011  | Billy Burns                                         | 1 h 54 min 41 s                                     | Aline Camboulives                                   | 2 h 9 min 22 s                                      |
| 2012  | Guillaume Fontaine                                  | 1 h 49 min 2 s                                      | Aline Camboulives                                   | 2 h 7 min 11 s                                      |
| 2013  | Guillaume Fontaine                                  | 1 h 53 min 50 s                                     | Aline Camboulives                                   | 2 h 8 min 29 s                                      |
| 2014  | Benjamin Lemay                                      | 1 h 55 min 58 s                                     | Aline Camboulives                                   | 2 h 10 min 47 s                                     |
| 2015  | Adrien Michaud                                      | 1 h 52 min 27 s                                     | Anne-Catherine Bernard                              | 2 h 32 min 59 s                                     |
| 2016  | Emmanuel Meyssat                                    | 1 h 57 min 24 s                                     | Céline Lafaye                                       | 2 h 16 min 53 s                                     |
| 2017  | Emmanuel Meyssat                                    | 1 h 57 min 39 s                                     | Lucie Jamsin                                        | 2 h 20 min 14 s                                     |
| 2018  | Emmanuel Meyssat                                    | 1 h 56 min 30 s                                     | Christine Denis-Billet                              | 2 h 37 min 52 s                                     |
| 2019  | Emmanuel Meyssat                                    | 2 h 0 min 54 s                                      | Marine Quintard                                     | 2 h 28 min 40 s                                     |
| 2020  | Course annulée en raison de la pandémie de Covid-19 | Course annulée en raison de la pandémie de Covid-19 | Course annulée en raison de la pandémie de Covid-19 | Course annulée en raison de la pandémie de Covid-19 |
| 2021  | Jean Hudry                                          | 1 h 58 min 57 s                                     | Marie Goncalves                                     | 2 h 29 min 48 s                                     |
| 2022  | Vincent Bouillard                                   | 1 h 57 min 7 s                                      | Anne-Lise Rousset Séguret                           | 2 h 21 min 14 s                                     |
| 2023  | Aurélien Olivier                                    | 1 h 55 min 33 s                                     | Julie Assié                                         | 2 h 38 min 45 s                                     |
| 2024  | Aurélien Olivier                                    | 2 h 3 min 45 s                                      | Anaïs Guillot                                       | 2 h 22 min 27 s                                     |

 Record de l'épreuve